# Adolescencia (novela)
Adolescencia (en ruso: Отрочество, romanizado: Otrochestvo) es la segunda novela de la trilogía pseudoautobiográfica de León Tolstói. La comienza a escribir a fines de noviembre de 1852 y la acaba en 1854, apareciendo por primera vez en la revista Sovreménnik (El Contemporáneo).
La novela narra la adolescencia de Nikolai «Nikolenka» Irtenev. La historia comienza con la transición de Nikolenka del inocente mundo de la infancia a las realidades más complejas y a menudo confusas de la adolescencia. La trama de la novela está menos impulsada por eventos externos y más centrada en el desarrollo interno y el panorama emocional de un joven que navega por los desafíos y descubrimientos de la adolescencia en la Rusia del siglo XIX. 
Más tarde en su vida, Tolstoi expresó su descontento con el libro.

## Trama
La novela comienza con la familia Irtenev mudándose de su finca familiar a Moscú. Este cambio de entorno marca un giro significativo en la vida de Nikolenka, exponiéndolo a nuevos círculos sociales, presiones académicas y un estilo de vida más formal. En Moscú, Nikolenka ingresa en una nueva escuela y se vuelve más consciente de las jerarquías sociales y la presión para integrarse con sus compañeros. Forja amistades, experimenta rivalidades y lidia con el deseo de ser aceptado. La novela explora cómo estas dinámicas sociales moldean su autopercepción y comportamiento. Nikolenka comienza a desarrollarse intelectualmente, interesándose por los libros y las ideas filosóficas. También experimenta una gama más profunda de emociones, incluyendo el despertar del interés romántico, los celos y una creciente conciencia de sus propios defectos y las complejidades de la naturaleza humana.
La dinámica dentro de la familia de Nikolenka sigue siendo importante. Sus relaciones con su hermano mayor Volodya, su hermana Lyubochka y su padre evolucionan a medida que madura. La novela retrata el amor, los conflictos y las dinámicas cambiantes dentro de la unidad familiar. Un tema central es el viaje de autodescubrimiento de Nikolenka. Se vuelve cada vez más introspectivo, analizando sus propios pensamientos, sentimientos y acciones. Lidia con cuestiones de identidad, moralidad y su lugar en el mundo. Experimenta momentos de intensa autocrítica y un deseo de superación personal. A medida que Nikolenka crece, se enfrenta a las duras realidades de la vida, incluyendo la pérdida de la inocencia y la comprensión de que el mundo no siempre es como él lo imaginaba. Experimenta decepciones en amistades y sus propias deficiencias, lo que le lleva a momentos de desilusión. 
La novela concluye con Nikolenka en la cúspide de la adultez joven, tras haber experimentado un importante crecimiento personal y autoconocimiento durante su infancia. Se prepara para la siguiente etapa de su vida, marcada por un mayor desarrollo intelectual y emocional.